# Пузиревський-Пузан Павло Дмитрович
Павло Дмитрович Пузиревський-Пузан, 14.12.1798 р., c. Івашківка (Івашків), Городнянський повіт, Чернігівська губернія — † 09.03.1878 р., м. Вологда. Походив із дворян Чернігівської губернії.
Був одружений з Катериною Григорівною Волковою (23.02.1808 — 15.05.1893, Вологда). Діти: Олександр (16.05.1833 — ?), Микола (13.02.1841 — ?), Катерина (3.03.1831 — ?), Варвара (4.03.1836 — ?).
Поміщик; мав 263 душі чоловічої статі і 4200 десятин землі у Вологодськом, Грязовецьком і Кадніковськом повітах до 1861 р. і дерев'яний будинок у Вологді. За дружиною значився родовий маєток у 26 душ чоловік. пола в Вологодськом повіті і придбане в 101 д. м. п. в Вологодськом і Грязовецком повітах.
Отримав домашню освіту і виховання, оскільки в навчальному закладі не навчався.

## Кар'єра
14.09.1813 р. вступив до служби підпрапорщиком Білозерського піхотного полку.
З 26.03.1815 р. — прапорщик.
З 4.05.1818 р. — підпоручик.
З 29.08.1819 р. — поручик.
З 27.07.1822 р. — бригадний ад'ютант у командира 2-ї бригади 5-ї піхотної дивізії генерал-майора С. I. Кузміна — 2-го.
1 і 3.09.1824 р. за колишній огляд військ 2-го піхотного корпусу і маневри під містом Пензою отримав разом з іншими високе благовоління.
Був у походах у 1814 та 1815 роках у Царстві Польськом, Галичині, Сілезії, Моравії, Богемії, Баварії та у Франції до міста Вертю і назад до Росії. Учасник військового параду російських військ 10.09.1815 р. під містом Вертю. 
19.05.1825 р. — штабс-капітан.
12 і 17.05.1827 р. за огляд військ 2-го піхотного корпусу під містом Вязьмою і маневри отримав разом з іншими високе благовоління і тоді ж нагороджений не в залік потрійною платнею.
16.01.1828 р. звільнений від служби за домашніми обставинами у званні капітана з носінням мундира.
Під час епідемії холери був піклувальником 2-ї окремої ділянки в Грязовецьком повіті з 30.10 по 12.12.1830 р. і з 14.03.1831 р. по 11.04.1833 р.
З 12.02 по 30.03.1839 р. — совісний суддя у Вологді.
З 19.05.1839 р. по 9.08.1843 р. — чиновник особливих доручень при Вологодськом військовом і цивільном губернаторі Д. Н. Болговськом і С. Г. Волховськом.
18.03.1840 р. перейменований відповідно до чину, у якому він перебував до звільнення від служби в колезькі секретарі. 
11.07.1839 р. — титулярний радник. 
22.08.1843 р. отримав знак безпорочної служби.
З 29.01.1844 р. по 18.01.1850 р. був обраним Вологодськими дворянськими зборами і затверджений начальником губернії у званні дворянського засідателя Вологодської палати цивільного суду.
7.06.1844 р. визначений комітетом державного кіннозаводства членом Вологодського кіннозаводського комітету.
З 7.04.1845 р. — колезький асессор.
З 13.08.1845 р. по 24.08.1845 р. обіймав посаду радника у Вологодськом губернськом правлінні.
22.08.1850 р. — отримав відзнаку безпорочної служби.
Проведений у Надвірні радники зі старшинством з 7.02.1851 р.
З 15.12.1850 р. по 23.05.1867 р. — Голова Вологодської палати цивільного суду.
1.02.1851 р. — надвірний радник.
З 12.02. по 30.03.1853 р. — виправляв посаду члена Вологодського совісного суду. Дійсний член Вологодського губернського статистичного комітету. Директор губернського піклувального комітету про в'язниці.
З 1864 р. — дійсний статський радник.
З 23.05.1867 р. по 15.10.1873 р. — Голова палати кримінального та цивільного суду.
З 2.10.1873 р. — таємний радник.

## Нагороди
Кавалер орденів:
- Св. Анни IV ст. (19.09.1826)
- Знак безпорочної служби за XV років. (22.08.1843)
- Знак безпорочної служби за XX років (22.08.1850)
- Св. Анни III ст. (3.02.1852)
- Св. Станіслава II ст. (1856)
- Св. Станіслава II ст. з імп. короною (1858)
- Св. Анни II ст. (1861)
- Св. Володимира IV ст. (22.09.1863)
- Св. Станіслава I ст. (3.10.1868)